# Malinska
Malinska är en ort i Kroatien.   Den ligger i länet Gorski kotar, i den centrala delen av landet, 140 km sydväst om huvudstaden Zagreb. Malinska ligger 1 meter över havet och antalet invånare är 965.
Terrängen runt Malinska är platt västerut, men åt sydost är den kuperad. Havet är nära Malinska åt nordväst. Runt Malinska är det glesbefolkat, med 12 invånare per kvadratkilometer. Närmaste större samhälle är Krk, 11,5 km söder om Malinska. Omgivningarna runt Malinska är en mosaik av jordbruksmark och naturlig växtlighet.